# 沙漠玫瑰 (礦物)

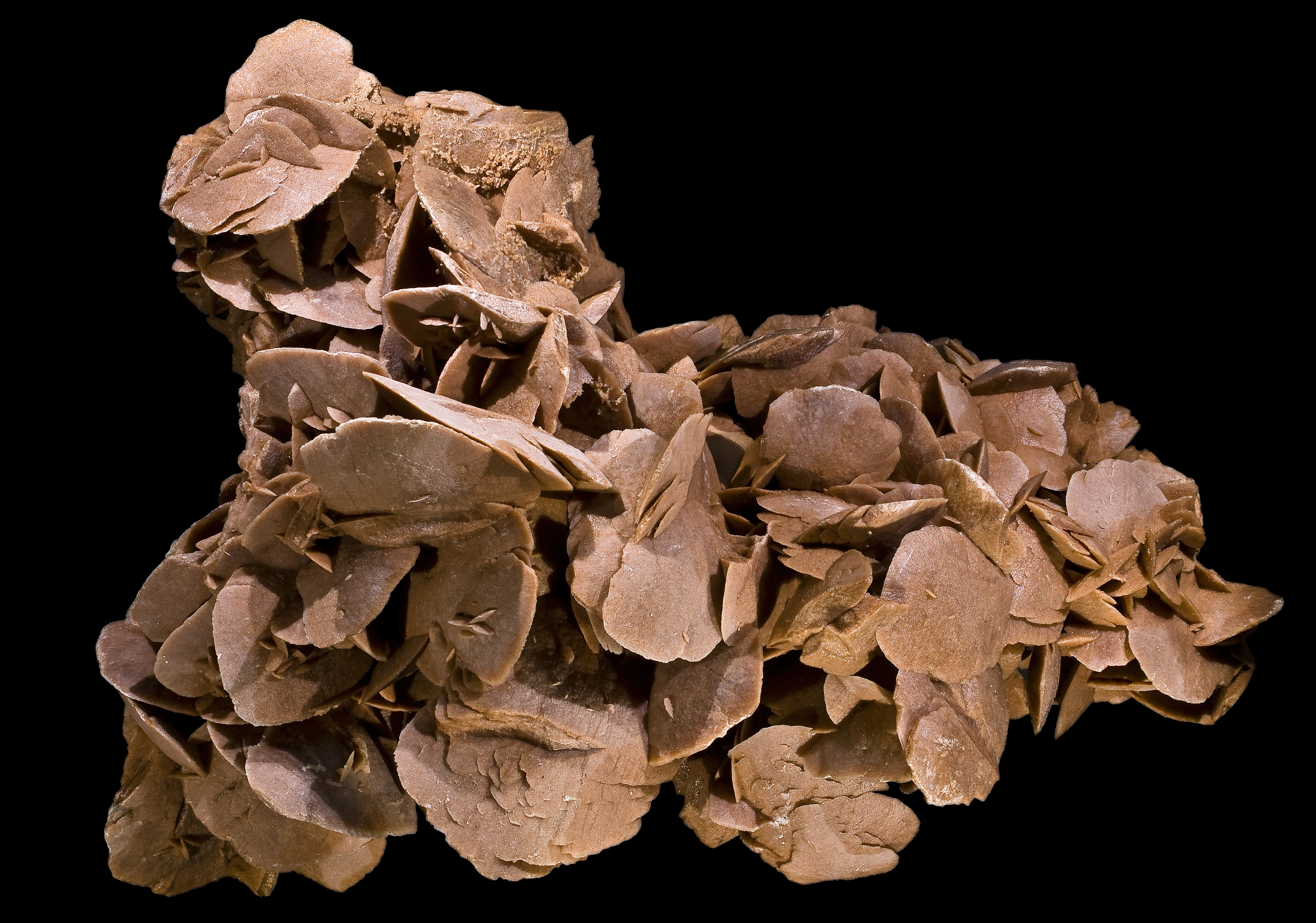
來自突尼斯的撒哈拉石膏沙漠玫瑰

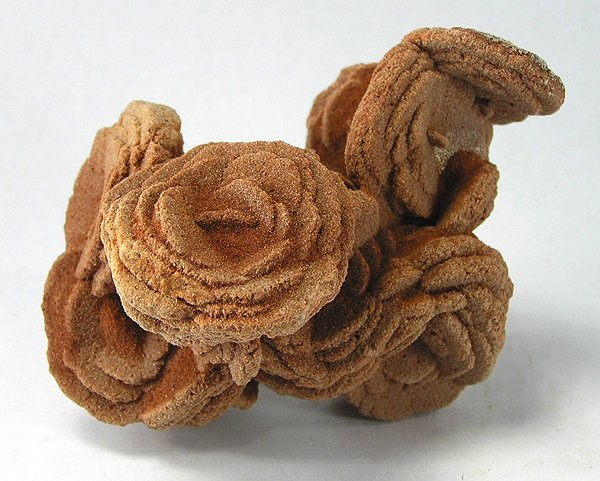
來自奧克拉荷馬州克利夫蘭縣的重晶石沙漠玫瑰（尺寸：10.2 x 7.1 x 5.5 cm）

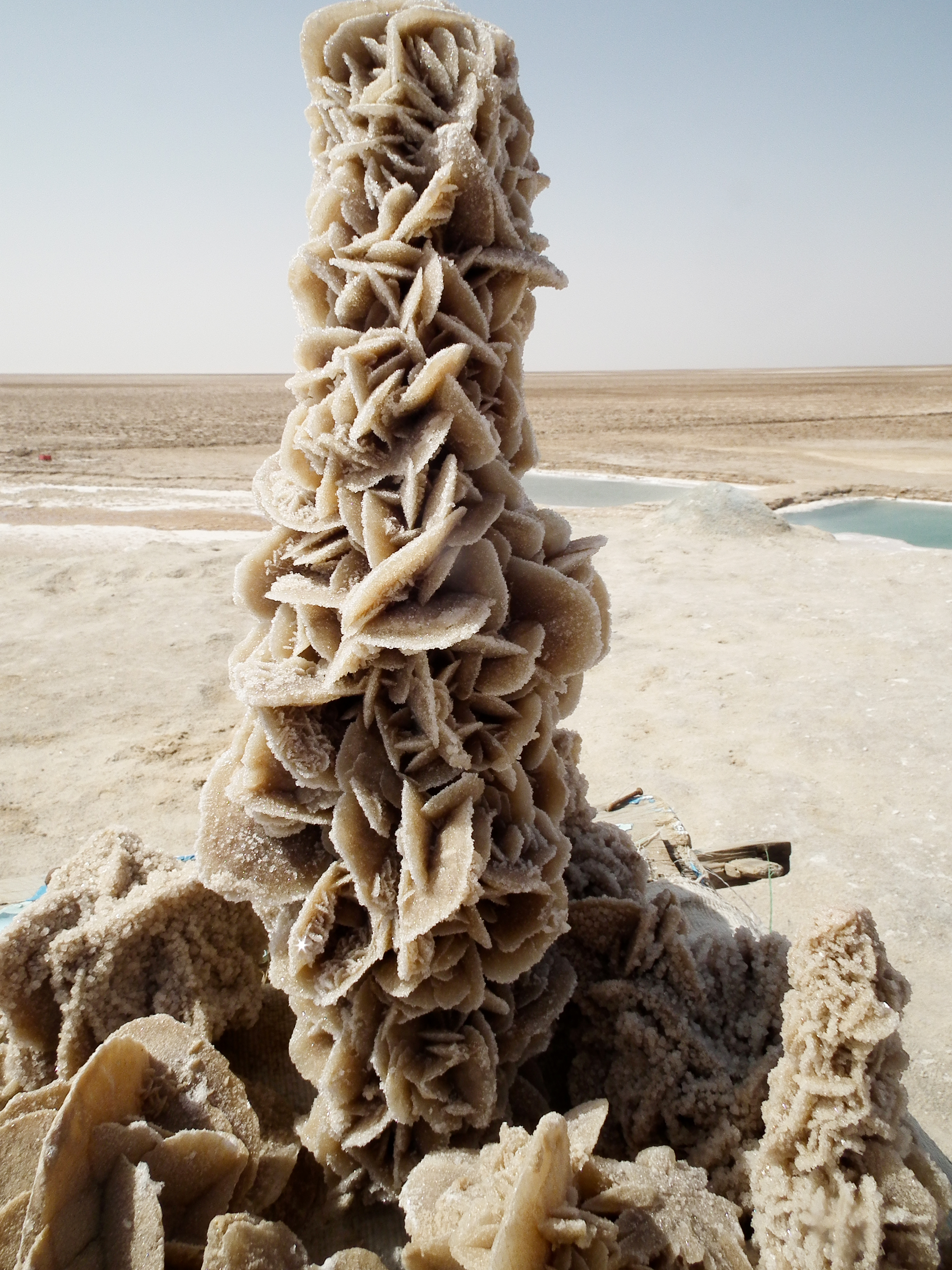
突尼斯沙漠中的大型沙漠玫瑰

沙漠玫瑰是一種錯綜複雜的玫瑰狀結構，由石膏或重晶石晶簇組成，其中包含大量的沙粒。「花瓣」是在c軸上扁平的晶體，以輻射狀簇狀展開。
當晶體在乾旱的沙質條件下形成時，往往會出現玫瑰花狀晶體習性，例如淺鹽盆地的蒸發。這些晶體形成圓形的平板，使岩石呈現出類似於玫瑰花的形狀。石膏玫瑰通常比重晶石玫瑰有更清晰、更鋒利的邊緣。天青石和其他刃狀蒸發岩礦物也可能形成玫瑰狀簇。它們可以是玫瑰狀的花朵，也可以是一簇簇的花朵，通常直徑從豌豆大小到10（3.9英寸）不等。
摻入晶體結構或以其他方式包裹晶體的環境沙子隨當地環境而變化。如果存在氧化鐵，玫瑰花結會呈現生鏽的色調。

## 外部連結
- Timberlake Rose Rock Museum （页面存档备份，存于） in Noble, Oklahoma
- 3D model of a desert rose （页面存档备份，存于）